# Krystal Steal
Krystal Steal, född 29 november 1982 i Irvine i Kalifornien, är en amerikansk porrskådespelerska.
Steal gjorde sin debut 2001 i Screaming Orgasms 4 och är numera en väletablerad stjärna inom branschen.